# Анаграмма
Анагра́мма (от греч. ανα- «пере» + γράμμα «буква») — литературный приём, состоящий в перестановке букв или звуков определённого слова (или словосочетания), что в результате даёт другое слово или словосочетание. В ряде случаев анаграммами принято также называть иные в функциональном отношении (то есть не являющиеся литературным приёмом) перемешивания буквенного или звукового состава слов. В частности, анаграмма является частым способом построения псевдонимов: Харитон Макентин — псевдоним-анаграмма Антиоха Кантемира и т. п.
Специально изучавший анаграмму как языковое явление А. В. Пузырёв предложил понимать анаграмму как частный случай анафонии — предъявленности в тексте некоторого слова-темы посредством распределения в этом тексте звукового состава этого слова: по Пузырёву, анаграмма распределяет в тексте все звуки слова-темы, а в других случаях анафонии распределяются по тексту лишь некоторые из них, но достаточные для его опознания.
В книге врача-психиатра Чезаре Ломброзо «Гениальность и помешательство» приводится следующее суждение об анаграммах:

Гекарт, который сказал, что заниматься пустяками свойственно только помешанным, составил биографии сумасшедших, находящихся в Валансьене. Он написал курьёзную книжку, озаглавленную так: «Anagrammeana, поэма в VII песнях, XCV (это было первое) просмотренное, исправленное и дополненное издание. В Анаграмматополисе, год XI анаграмматической эры» (Валансьен, 1821) и целиком состоящую из бессмысленного набора слов с перестановкой букв в некоторых из них. Здесь кстати будет упомянуто о том, что на полях экземпляра анаграммеаны, хранящегося в Парижской национальной библиотеке, рукою самого автора сделана следующая надпись: «Анаграммы есть одно из величайших заблуждений человеческого ума: надо быть дураком, чтобы ими забавляться, и хуже чем дураком, чтобы составлять их». Что может быть справедливее этой оценки?

## Анаграмма в науке
В XVI—XVIII веках среди естествоиспытателей было принято зашифровывать свои открытия в виде анаграмм, что служило двум нуждам: скрыть гипотезу до её окончательной проверки и утвердить авторство на открытие, когда оно будет подтверждено. 
В 1610 году  Галилео Галилей зашифровал латинскую фразу «Altissimum planetam tergeminum observavi» («Высочайшую планету тройною наблюдал») следующим образом: «Smaismrmielmepoetaleu mibuvnenugttaviras», закрепив свою заявку на открытие колец Сатурна. Позднее, в 1655 году, Христиан Гюйгенс с помощью более мощного телескопа смог уточнить наблюдение Галилея и также зашифровал своё открытие в анаграмме фразы «Окружён кольцом, тонким, плоским, нигде не прилегающим, к эклиптике наклонным», уточнив, что Галилей видел не спутники, а части кольца.
Исаак Ньютон зашифровал своё открытие дифференциального исчисления «data aequatione quotcunque fluentes quantitates involvente fluxiones invenire et vice versa» («дано уравнение, заключающее в себе текущие количества, — найти течения, и наоборот») в виде анаграммы. В своем письме секретарю Лондонского Королевского общества Генри Ольденбургу от 24 октября 1676 г. Ньютон сообщает о недавно им открытом новом методе: 

На самом деле, основы этих операций достаточно очевидны; но поскольку я не могу продолжить объяснение этого сейчас, я предпочел скрыть его таким образом: 6accdae13eff7i3l9n4o4qrr4s8t12ux. На этом основании я также попытался упростить теории, относящиеся  квадратуре кривых, и я пришел к некоторым общим теоремам.

## Анаграмма в поэзии
Несмотря на то, что пристальное внимание к анаграмме в поэзии приходится на сравнительно недавнее время (в русской поэзии — начиная, по-видимому, с анаграмматической поэмы Кедрова «Допотопное Ев-Ангел-ИЕ», 1978, и стихов Владимира Гершуни 1980-х годов), этот приём относится, по-видимому, к числу древнейших: от лекций Фердинанда де Соссюра идёт представление о широком использовании анаграмм в древнейших эпосах: «Махабхарате» и «Рамаяне», «Илиаде» и «Одиссее», а также в Библии; магическое действие приписывалась анаграммам с древнейших времен, в частности, текстами Вед. Прародителем анаграммы считают поэта и учёного Ликофрона, который жил в Древней Греции в III веке до н. э. Как сообщал византийский автор Иоанн Цец, из имени царя Птоломея он составил первую известную анаграмму: Πτολεμαῖος — ἀπὸ μέλιτος, что в переводе означает «из мёда», а из имени царицы Арсинои — вторую (Ἀρσινόη — ἴον Ἥρας, фиалка Геры).
В некоторых случаях ключевое слово само в тексте не присутствует и представлено только в распределённом, зашифрованном виде («Dividing my delight and my desire» — Суинберн; закодировано англ. die «умирать»), в других явно даны пары слов, представляющих собой более или менее точную анаграмму друг друга:
Но и в РЕАЛИЗМЕ, при желании,
обнаружат сговор с ИЗРАИЛЕМ.
Ян Сатуновский
В предельном случае текст целиком является анаграмматическим:
Аз есмь строка, живу я, мерой остр.
За семь морей ростка я вижу рост.
Я в мире — сирота.
Я в Риме — Ариост.
Дмитрий Авалиани
У широко практиковавшего такой способ письма Дмитрия Авалиани анаграмма превращается из приёма, пусть даже и важного, в литературную форму. Такое понимание анаграммы также сближает её с палиндромом, что нашло своё отражение в сочетающих палиндром и анаграмму произведениях Елены Кацюбы начиная с поэмы «Свалка» (первая редакция 1983). Ср. также книгу Кедрова «Астраль» (1986).